# Pipturus grandifolius
Pipturus grandifolius är en nässelväxtart som beskrevs av Henry Nicholas Ridley. Pipturus grandifolius ingår i släktet Pipturus och familjen nässelväxter. Inga underarter finns listade i Catalogue of Life.